# 신라 부흥운동
신라 부흥운동(新羅復興運動)은 고려 중기 영남 지방에서 일어난 일련의 반란을 말한다. 이는 12세기에 한국 전역에서 일어난 옛 삼왕국 중 하나를 복원하기 위한 반란 패턴의 일부였다. 대표적인 신라부흥운동으로 1193년 김사미, 효심의 난과 1202년 이비, 패좌의 난이 있다. 

## 같이 보기
- 한국의 역사
- 후삼국 시대